# تريسكاولت
تريسكاولت (بالفرنسية: Trescault)‏ هي بلدية تقع في إقليم باد كاليه من منطقة نور با دو كاليه في شمال فرنسا. تبلغ مساحة هذه المدينة 4.67 (كم²)، وترتفع عن سطح البحر 103 م، يبلغ عدد سكانها 189 نسمة حسب إحصاء المعهد الوطني للإحصاء والدراسات الاقتصادية سنة 2009 م. وترأس Michel Delautre البلدية خلال فترة (2008-2014).